# Association patrimoine maritime et fluvial
L'association « Patrimoine maritime et fluvial » (P.M.F.), est créée en 1992 par Louis de Catuelan et Jean-Yves Le Drian, alors secrétaire d'État à la Mer, sous le nom initial d'« Association de préfiguration pour la Fondation du patrimoine maritime et fluvial » devenue en 1997 la « Fondation du patrimoine maritime et fluvial », qui dépendait de la Fondation du Patrimoine elle-même créée par la loi du 2 juillet 1996. Elle prend son nom « Patrimoine maritime et fluvial » au printemps 2015.

## Responsables
Son président est Gérard d'Aboville, son vice-président François Casalis, sa déléguée générale Pascale Bladier-Chassaigne et sa trésorière Annick de Béchade.

## Missions
Ses missions sont « d'inventorier, de sauvegarder, de préserver et de promouvoir le patrimoine maritime et fluvial non protégé par l'état (patrimoine non classé ou inscrit) ».
PMF attribue le label BIP (Bateau d'intérêt patrimonial). Ce label peut être attribué à des bateaux appartenant à l'une des trois catégories de navires du patrimoine :
- bateaux protégés au titre des monuments historiques ( voir Liste des bateaux français classés aux Monuments historiques ) ;
- bateaux d'intérêt patrimonial ;
- bateaux de conception ancienne, d'avant 1950.

Le label Bateau d'intérêt patrimonial permet, par arrêté ministériel, de bénéficier de l'exonération du droit annuel de francisation et de navigation.